# L'Espinassa
L'Espinassa (francès Lespinasse) és un municipi francès situat al departament de l'Alta Garona i a la regió d'Occitània.